# Jaroslav Lebeda
Jaroslav Lebeda (21. března 1910 v Křížlicích u Jilemnice okres Semily – 22. března 1944 v Praze) byl český pedagog, akademický malíř, grafik, ilustrátor učebnic a knih pro mládež a redaktor dětského časopisu. Za protektorátu se účastnil protinacistického odboje. Ve věku 34 let byl odsouzen nacistickým soudem k trestu smrti. Byl popraven gilotinou v pankrácké věznici v Praze dne 22. března 1944.

## Životopis

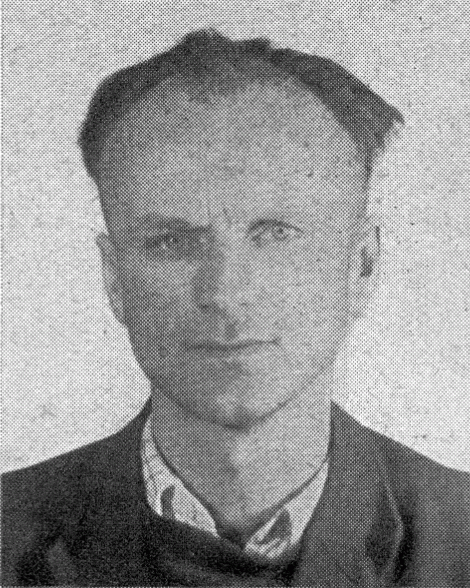
Vazební foto J. Lebedy (1944)

Jaroslav Lebeda se narodil v Křížlicích (část obce Jestřabí v Krkonoších, okres Semily) v roce 1910. Po studiu na gymnáziu v Jilemnici. zahájil studium na Filozofické fakultě Univerzity Karlovy v Praze.
Za protektorátu spoluorganizoval ilegální protinacistickou odbojovou skupinu českých levicových kulturních a vědeckých pracovníků – "Národní revoluční výbor inteligence" (NRVI). .
Jaroslav Lebeda byl zatčen dne 29. ledna 1943. Jeho vyšetřování na gestapu vedl komisař Böhm z protikomunistického oddělení. Lebedovi bylo kladeno za vinu, že podporoval nepřátele říše na útěku tím, že jim zprostředkovával falešné osobní doklady. Dále byl obviněn z velezrady a za to, že přechovával hledané osoby a i jinak napomáhání nepřátelům německé říše. Lebeda byl vězněn v pankrácké věznici od konce ledna 1943. Po věznění v Drážďanech byl přemístěn v prosinci 1943 zpět na Pankrác. K smrti byl Jaroslav Lebeda odsouzen 12. ledna 1944. Na Pankráci byl vězněn v cele číslo 32 na oddělení II/a (oddělení pro vězně odsouzené k trestu smrti). Byl popraven 22. března 1944 v 15.55 hodin gilotinou v pankrácké sekyrárně.

## Ukázka z vězeňské tvorby

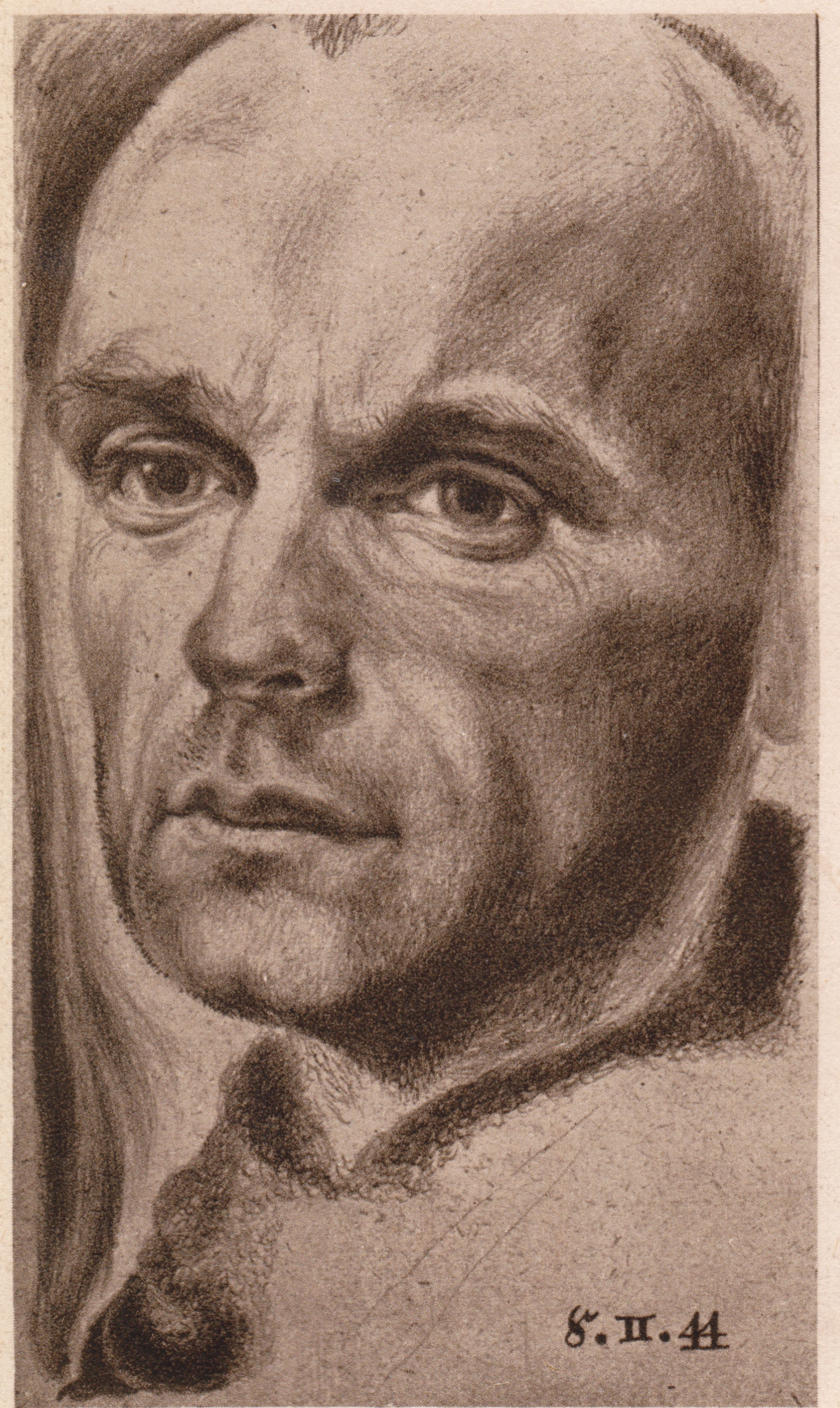
Autoportrét, 12. stránka z cyklu "Mému rodu"

Poslední stránka z cyklu dvanácti maleb s náboženskou tematikou nazvaných "Mému rodu", který vytvořil Jaroslav Lebeda několik týdnů před popravou – na cele smrti v Pankrácké věznici v Praze. Autoportrét datovaný 8. února 1944. Celý cyklus "Mému rodu" zveřejnil Karel Rameš v knize, popisující formou jakéhosi deníku "běžný" život v pankrácké věznici.
Budu-li moci kreslit, přelstím čas
Dr. Jaroslav Lebeda, motto, 

## Autorské výstavy
- 1943 Jaroslav Lebeda: Výstavní síň Ars Melantrich, Praha 1[7]
- 1976 Jaroslav Lebeda: Učitel, umělec, vlastenec, Ústřední klub školství a vědy ROH, Praha[7]
- 1980 Jaroslav Lebeda, Galerie Vincence Kramáře, Praha[7]
- 1981 Jaroslav Lebeda, Dům osvěty, Semily[7]
- 1981 Jaroslav Lebeda, Okresní vlastivědné muzeum, Trutnov[7]
- 1986–1987 Jaroslav Lebeda: Učitel, umělec, vlastenec, Národní pedagogické muzeum J. A. Komenského, Praha 1[7]

## Jaroslav Lebeda v dokumentech

### Autorské katalogy
- 1943 – Jaroslav Lebeda[7]
- 1961 – Jaroslav Lebeda; Katalog výstavy obrazů Jaroslava Lebedy (Úvod napsal Jan Weiss ; výst. Osvětový dům Semily IV/1961, Vlastivědné muzeum Trutnov VI/1961)[2][7][10]
- 1976 – Jaroslav Lebeda (Učitel, umělec, vlastenec)[7]
- 1980 – Jaroslav Lebeda[7]
- 1987 – Jaroslav Lebeda (Učitel, umělec, vlastenec)[7]

### Antologie a sborníky
- 1962 – Kdy zemřeli--?: přehled českých spisovatelů a publicistů zemřelých v letech ... Praha: St. knihovna ČSSR-Národní knihovna, [1937–1995?]. Bibliografický katalog ČSSR. České knihy.[11] (Přehled českých spisovatelů a publicistů zemřelých od 1.1.1937 do 31.12.1962)[7]

### Encyklopedie a slovníky
- 1993 – Toman, Prokop, ed. Nový slovník československých výtvarných umělců. 4., nezměn. vyd. Ostrava: Výtvarné centrum Chagall, 1993–1994. 16 sešitů.[12] (II. díl; L - Ž)[7]

## Galerie

Portrét (dřevoryt) 1942